# Cotesia marginiventris
Cotesia marginiventris är en stekelart som först beskrevs av Cresson 1865.  Cotesia marginiventris ingår i släktet Cotesia och familjen bracksteklar. Inga underarter finns listade i Catalogue of Life.